# なおエ
なおエとは、日本で用いられている野球のメジャーリーグ関連のインターネットスラングで、「なお、エンゼルスは試合に敗れた」の略語である。ロサンゼルス・エンゼルスに所属していた大谷翔平に関する話題で用いられた。

## 由来

### イチローと「なおマ」
2000年オフにMLBのシアトル・マリナーズに移籍したイチローは、2001年にアメリカンリーグMVPを獲得し、2004年にはメジャーリーグのシーズン最多安打記録を更新するなどの活躍を見せた。しかしマリナーズはイチロー在籍1年目の2001年に地区優勝したのを最後にプレーオフ進出から長期間遠ざかるなど低迷期に入り、イチローは活躍するがチームは負ける試合が多くなった。そのため日本のメディアはイチローの活躍を大きく報じるとともに、記事の末尾でチームの敗戦を一言だけ「なお、マリナーズは試合に敗れた」と伝えるようになった。この「なお、マリナーズは敗れた」が「なおマ」と略されてインターネットを通じて広がっていった。

### 大谷翔平と「なおエ」
2018年から2023年までロサンゼルス・エンゼルスに所属した二刀流選手の大谷翔平は、2021年と2023年にアメリカンリーグMVPを獲得し、2022年には近代のメジャーリーグ（1901年以降）で史上初めて規定投球回と規定打席を同時に達成するなどの活躍を見せた。しかしエンゼルスは大谷の所属した6シーズンを含めて8シーズン連続で負け越すなど低迷期にあり、大谷が投打に活躍しても試合に負けることが多かった。そこで「なおマ」からの派生で、「なお、エンゼルスは試合に敗れた」を略した「なおエ」という言葉がネットミーム化した。
2021年頃から、日本のマスメディアが「なおエ」について言及することが多くなり、2022年以降は多くのメディアが「なおエ」を使って報道している。大谷がエンゼルスを退団した後は、日本人選手が同球団に所属していないことから用例は減ったが、菊池雄星が2025年から同球団に所属すると、メディアが「なおエ」について再び言及し始めている。

### その他の派生表現
イチローの「なおマ」や大谷の「なおエ」だけでなく、日本人選手や日系人選手が負け試合で活躍すると、「なお○」（○の部分に所属チームの頭文字が入る。レッドソックス所属の吉田正尚ならば「なおレ」、カージナルス所属のラーズ・ヌートバーやカブス所属の鈴木誠也ならば「なおカ」）と応用されることもある。
大谷がロサンゼルス・ドジャースに移籍した2024年シーズンからは、大谷が活躍した試合でドジャースが敗れると「なおエ」の代わりに「なおド」が用いられる。一方、ドジャースが2021年から3年連続で100勝以上を記録したチームであることから、大谷が活躍しなかった試合でチームが勝利すると「なお、ドジャースは試合に勝利した」という意味で「なおド」が用いられることもある。
メジャーリーグ（MLB）以外でも派生的に用いられることがある。2022年8月には、日本プロ野球（NPB）の中日ドラゴンズに所属する髙橋宏斗が好投しながらも打線の援護を得られず、最終的にチームがサヨナラ負けを喫したことを受け、『中日スポーツ』（ドラゴンズの親会社である中日新聞社が発行）は「なおド」と報じた。千葉ロッテマリーンズ時代の佐々木朗希が1失点で完投して負け投手となった際には、「なおロ」と報じられた。

## 類語
日本語の「なおエ」に相当する英語表現として「Tungsten Arm O'Doyle」（タングステン・アーム・オドイル、「タングステンの腕を持つオドイル」の意）があり、この表現は2022年からアメリカのスポーツ専門メディアでも使われ始めた。これはトロント・ブルージェイズファンによる、マイク・トラウトが3本塁打を放ち、大谷が20世紀前半に「アクロン・グルームズメン」というチームで活躍した「オドイル」という投手以来となる何らかの希少な記録を達成しながら、それでもエンゼルスが敗戦する、といった内容の2021年のTwitterでの発言がきっかけとなっている。なお「アクロン・グルームズメン」も「オドイル」も架空のものである。
Sports Reference社の運営する野球データサイトのBaseball-Reference.comでは、「Tungsten Arm O'Doyle」と入力して検索を実行すると大谷翔平のページが表示されるというイースターエッグが実装されている。

## 「なおエ」の実例とされる試合
- 2022年6月21日 - カンザスシティ・ロイヤルズ戦では9回に同点3ランを放つなど2本塁打、8打点を叩き出す活躍を見せたが、チームは延長戦の末11-12で敗戦した。1920年に打点が公式記録となって以来、1試合で8打点以上を記録しながらチームが負けた打者は史上5人目。また、一度もリードを奪えなかった展開に限ると初めてのことだった[31]。ファンの間では「なおエ」の象徴的な試合とされている[13]。
- 2022年7月8日 - ボルチモア・オリオールズ戦では本塁打を含む3安打の活躍を見せたが、チームは4-2で迎えた9回裏に打ち込まれ、逆転サヨナラ負けを喫した[28]。
- 2022年8月4日 - オークランド・アスレチックス戦でソロ本塁打2本を放ち、チーム全体でもソロ本塁打7本を放ったが、チームは7-8で敗戦した[注 6][32][33]。1試合ソロ本塁打7本はMLB史上最多タイで6例目、1試合7点をソロ本塁打7本で記録した先例は1900年まで遡り、1試合7本塁打を放ちながら試合に負けたのはMLB史上わずか6例目[34]。
- 2023年3月30日 - アスレチックスとの開幕戦に3番・投手兼指名打者で先発出場。6回10奪三振無失点と試合を作り、打者としても1安打を打った。しかし、後続が打たれて1-2で敗れた。MLBの記者によると、1901年以降の開幕戦で10奪三振無失点を記録した投手は26人目だが、その投手のチームが敗れたのは初めてだという[35]。
- 2023年4月9日 - トロント・ブルージェイズ戦で、花巻東高等学校の先輩である菊池雄星から大谷が本塁打を放って一時は6点をリードしたが、延長戦の末11-12で敗れた[36]。
- 2023年8月18日 - タンパベイ・レイズ戦で大谷が満塁本塁打を放ち、エンゼルスはトリプルプレーを達成したが、延長戦の末に逆転負けを喫した[14][37][38]。MLBで満塁本塁打とトリプルプレーの両方を同じ試合で達成したチームが負けるのは1979年9月7日のトロント・ブルージェイズ（対クリーブランド・インディアンズ）以来44年ぶり[39][注 7]。